# Bruno Cirillo
Bruno Cirillo (Castellammare di Stabia, 21 maart 1977) is een Italiaans voormalig voetballer die als verdediger speelde.

## Carrière
Zijn jeugd voetbalde Cirillo bij Reggina Calcio, alwaar hij op 17-jarige leeftijd zijn debuut maakte. Na een uitleenbeurt bij het in de Serie C2 uitkomende Tricase werd hij bij Reggina vaste waarde. Internazionale liet het oog op hem vallen, maar al na één seizoen vertrok hij naar Lecce. Cirillo maakte omzwervingen via Italië, Griekenland en Spanje, maar steeds keerde hij op huurbasis weer terug bij zijn oude club Reggina. Vanaf medio 2009 tot 2012 speelde hij weer in Griekenland, bij PAOK Saloniki. Na korte periodes op Cyprus en in Frankrijk kwam hij in het seizoen 2013/14 uit voor AEK Athene. In augustus 2014 was hij de eerste speler die gekozen werd in de draft voor de Indian Super League waarin hij voor FC Pune City ging spelen. Hij beëindigde zijn loopbaan bij Reggina.

## Erelijst
2000: Europees kampioen onder 21
1 De Sanctis ·
2 Grandoni ·
3 Mezzano ·
4 Ferrari ·
5 Zanchi ·
6 Gattuso ·
7 Comandini ·
8 Baronio ·
9 Ventola ·
10 Pirlo ·
11 Zambrotta ·
12 Margiotta ·
13 Ambrosini ·
14 Rivalta ·
15 Cirillo ·
16 Vannucchi ·
17 Zanetti ·
18 Abbiati ·
19 Scarlato ·
20 Morrone ·
21 Firmani ·
22 Lupatelli ·
Coach: Tardelli